# Diede de Groot
Diede de Groot, née le 19 décembre 1996 à Woerden, est une joueuse professionnelle néerlandaise de tennis en fauteuil roulant.
Elle compte à son palmarès 42 titres du Grand Chelem dont 23 en simple et 19 en double, acquis entre 2017 et 2024.

## Carrière
Il s'est vite avéré que sa jambe droite n'était pas aussi longue que sa gauche, sa jambe supérieure était raccourcie et sa hanche n'était pas correctement appliquée. À l'âge de 12 ans seulement, elle remporte le second tableau de l'Open des Pays-Bas dès sa première apparition dans un tournoi ITF. Elle dispute des compétitions sénior depuis 2013 et remporte son premier tournoi international à Ath en 2014.
En 2016, elle remporte des tournois en Sardaigne et Corée du Sud puis atteint la finale de l'Open de France. Au mois de septembre, elle se révèle en décrochant une médaille d'argent en double aux côtés de Marjolein Buis, aux Jeux paralympiques à Rio de Janeiro. Elle s'impose en fin d'année au Masters de double avec Lucy Shuker.
En 2017, elle s'illustre au Super Series de Johannesbourg. Elle fait également ses débuts en Grand Chelem avec une finale en double à l'Open d'Australie, puis elle remporte son premier titre en simple à Wimbledon en juillet. En fin d'année, elle s'adjuge le Masters de tennis fauteuil à la fois en simple contre Yui Kamiji et en double avec Marjolein Buis. En 2018, titrée à l'Open d'Australie, elle continue sa progression en atteignant la place de no 1 mondiale en simple en mars. Elle rajoute plusieurs tournois à son palmarès tels que Baton Rouge, Paris et Nottingham, puis défend son titre à Wimbledon en s'imposant face à Aniek van Koot (6-3, 6-2). Elle réalise un petit Chelem de tennis lorsqu'elle s'impose pour la première fois à l'US Open, de nouveau contre Kamiji (6-2, 6-3). Elle conclut la saison par un succès au Wheelchair Tennis Masters.
Continuant sur sa lancée, elle triomphe à l'Open d'Australie début 2019 par une écrasante victoire en finale sur la japonaise (6-0, 6-2) et fait encore mieux à Roland-Garros en ne lui laissant qu'un seul jeu en finale (6-1, 6-0). Avec quatre succès consécutifs, elle accompli le Grand Chelem à cheval sur deux saisons et devient la première joueuse de tennis fauteuil à conquérir les quatre tournois en simple (Wimbledon n'étant disputé que depuis 2016).
En 2021, elle remporte en simple l'Open d'Australie, Roland-Garros, les Jeux paralympiques de Tokyo, Wimbledon et l'US Open et réalise ainsi le Grand Chelem doré, exploit que seule Steffi Graf a accompli en 1988. Pour finir, elle remporte également le Masters de fin d'année en battant en finale la japonaise Yui Kamiji (6-3, 2-6, 6-2).
Elle réédite son exploit par 2 fois, en 2022 et 2023, et réalise une nouvelle fois le Grand Chelem en remportant les quatre tournois consécutivement.

## Palmarès

### Jeux paralympiques
- Jeux paralympiques d'été de 2016 à Rio de Janeiro
  -  médaillée d'argent en double dames avec Marjolein Buis
- Jeux paralympiques d'été de 2020 à Tokyo
  -  médaillée d'or en simple dames
  -  médaillée d'or en double dames avec Aniek van Koot
- Jeux paralympiques d'été de 2024 à Paris
  -  médaillée d'argent en simple dames
  -  médaillée d'argent en double dames avec Aniek van Koot

### Titres enGrand Chelem
- Open d'Australie :
  - en simple en 2018, 2019, 2021, 2022, 2023 et 2024
  - en double dames en 2019, 2021, 2022 et 2023 avec Aniek van Koot et 2024 avec Jiske Griffioen
- Roland-Garros :
  - en simple en 2019, 2021, 2022, 2023 et 2024
  - en double dames en 2018, 2019, 2020, 2021, 2022 et 2024 avec Aniek van Koot
- Wimbledon :
  - en simple en 2017, 2018, 2021, 2022, 2023 et 2024
  - en double dames en 2018 avec Yui Kamiji, 2019 avec Aniek van Koot et 2023 avec Jiske Griffioen
- US Open :
  - en simple en 2018, 2019, 2020, 2021, 2022 et 2023
  - en double dames en 2017 avec Marjolein Buis, 2018 avec Yui Kamiji, 2019, 2021 et 2022 avec Aniek van Koot

### Masters

#### Victoires au Masters en simple (6)
| Année | Lieu         | Finaliste  | Résultat      |
| ----- | ------------ | ---------- | ------------- |
| 2017  | Loughborough | Yui Kamiji | 7-5, 6-4      |
| 2018  | Orlando      | Yui Kamiji | 6-3, 7-5      |
| 2019  | Orlando      | Yui Kamiji | 6-2, 6-3      |
| 2021  | Orlando      | Yui Kamiji | 6-3, 2-6, 6-2 |
| 2022  | Oss          | Yui Kamiji | 6-2, 6-2      |
| 2023  | Barcelone    | Yui Kamiji | 1-6, 6-1, 6-4 |

#### Victoires au Masters en double (5)
| Année | Lieu          | Partenaire     | Finalistes                         | Résultat      |
| ----- | ------------- | -------------- | ---------------------------------- | ------------- |
| 2016  | Mission Viejo | Lucy Shuker    | Yui Kamiji / Jordanne Whiley       | 6-3, 4-6, 6-4 |
| 2017  | Bemmel        | Marjolein Buis | Sabine Ellerbrock / Aniek van Koot | 6-2, 6-4      |
| 2019  | Orlando       | Aniek van Koot | Lucy Shuker / Jordanne Whiley      | 6-2, 6-2      |
| 2021  | Orlando       | Aniek van Koot | Momoko Ohtani / Zhu Zhenzhen       | 6-3, 6-3      |
| 2022  | Oss           | Aniek van Koot | Momoko Ohtani / Jiske Griffioen    | 6-0, 6-4      |

## Récompenses

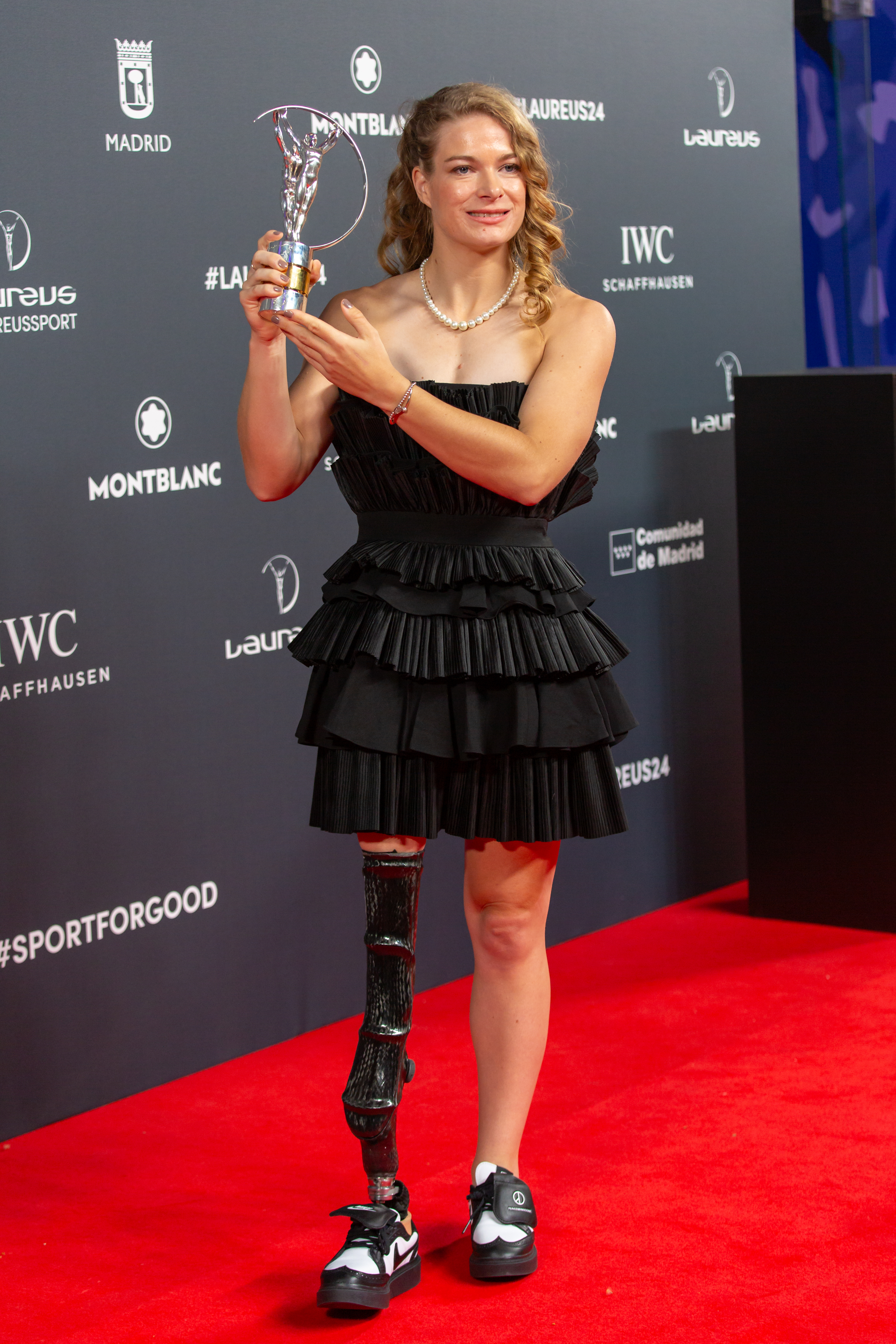
Recevant so Laureus World Sport Awards.

- Laureus World Sports Awards : 2024